# Colfax County (New Mexico)
Colfax County is een county in de Amerikaanse staat New Mexico.
Deze is vernoemd naar Schuyler Colfax, vicepresident van de Verenigde Staten onder Ulysses S. Grant.
De county heeft een landoppervlakte van 9.730 km² en telt 14.189 inwoners (volkstelling 2000). De hoofdplaats is Raton.

## Bevolkingsontwikkeling

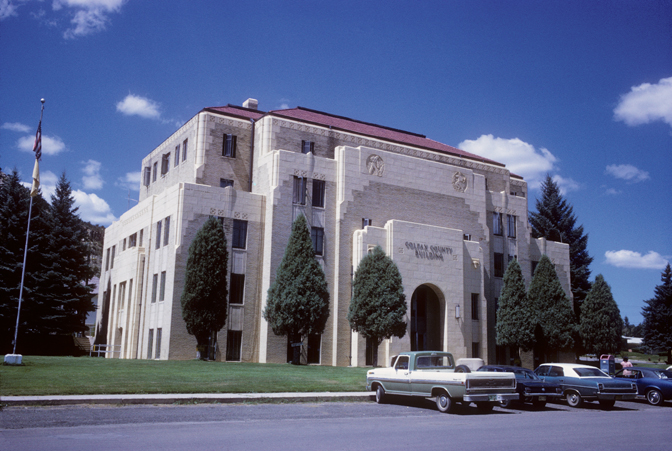
Colfax County Courthouse

Bernalillo · Catron · Chaves · Cibola · Colfax · Curry · De Baca · Doña Ana · Eddy · Grant · Guadalupe · Harding · Hidalgo · Lea · Lincoln · Los Alamos · Luna · McKinley · Mora · Otero · Quay · Rio Arriba · Roosevelt · San Juan · San Miguel · Sandoval · Santa Fe · Sierra · Socorro · Taos · Torrance · Union · Valencia